# 井上怜
井上 怜（いのうえ れん、2001年1月18日 - ）は、千葉県出身のサッカー選手。Jリーグ・テゲバジャーロ宮崎所属。ポジションはMF。

## 略歴
市立船橋高校では1年次に全国高等学校サッカー選手権大会に出場。高校卒業後は東洋大学に進学し、サッカー部でプレーした。
東洋大学在学中の2022年9月、2023年シーズンからの水戸ホーリーホック加入内定が発表された。
2023年2月26日、J2リーグ第2節のいわきFC戦で途中出場し、プロデビューを飾った。
2024年4月24日、テゲバジャーロ宮崎へ育成型期限付き移籍が発表された。
6月2日、Y.S.C.C横浜戦でプロ初ゴール。同月12日に行われた天皇杯2回戦・ジュビロ磐田戦では終了間際にPKを決め、チーム史上初の3回戦進出に貢献した。
12月13日、25シーズンより完全移籍移行する事が発表された。

## 所属クラブ
- ヴィヴァイオ船橋S.Cジュニア
- ヴィヴァイオ船橋S.Cジュニアユース
- 船橋市立船橋高等学校
- 東洋大学
- 2023年 - 2024年  水戸ホーリーホック
  - 2024年4月 - 12月 テゲバジャーロ宮崎(育成型期限付き移籍)
- 2025年 -  テゲバジャーロ宮崎

## 個人成績
| 国内大会個人成績 | 国内大会個人成績 | 国内大会個人成績 | 国内大会個人成績 | 国内大会個人成績 | 国内大会個人成績 | 国内大会個人成績 | 国内大会個人成績 | 国内大会個人成績 | 国内大会個人成績 | 国内大会個人成績 | 国内大会個人成績 |
| 年度             | クラブ           | 背番号           | リーグ           | リーグ戦         | リーグ戦         | リーグ杯         | リーグ杯         | オープン杯       | オープン杯       | 期間通算         | 期間通算         |
| 年度             | クラブ           | 背番号           | リーグ           | 出場             | 得点             | 出場             | 得点             | 出場             | 得点             | 出場             | 得点             |
| 日本             | 日本             | 日本             | 日本             | リーグ戦         | リーグ戦         | リーグ杯         | リーグ杯         | 天皇杯           | 天皇杯           | 期間通算         | 期間通算         |
| ---------------- | ---------------- | ---------------- | ---------------- | ---------------- | ---------------- | ---------------- | ---------------- | ---------------- | ---------------- | ---------------- | ---------------- |
| 2023             | 水戸             | 16               | J2               | 28               | 0                | -                | -                | 2                | 0                | 30               | 0                |
| 2024             | 水戸             | 77               | J2               | 1                | 0                | 0                | 0                | -                | -                | 1                | 0                |
| 2024             | 宮崎             | 44               | J3               | 27               | 4                | -                | -                | 3                | 1                | 30               | 5                |
| 2025             | 宮崎             | 10               | J3               |                  |                  |                  |                  |                  |                  |                  |                  |
| 通算             | 日本             | 日本             | J2               | 29               | 0                | -                | -                | 2                | 0                | 31               | 0                |
| 通算             | 日本             | 日本             | J3               | 27               | 4                | -                | -                | 3                | 1                | 30               | 5                |
| 総通算           | 総通算           | 総通算           | 総通算           | 56               | 4                | -                | -                | 5                | 1                | 64               | 5                |

- Jリーグ初出場 - 2023年2月26日 J2第2節 いわきFC戦(Ksスタ)
- Jリーグ初ゴール - 2024年6月2日 J3第15節 Y.S.C.C横浜戦(ニッパツ)

## タイトル
個人
- 全国高等学校総合体育大会サッカー競技大会・優秀選手（2017年）[5]

## 選抜・代表歴
- 2017年 U-16日本代表
- 2018年 U-17日本代表
- 2018年 日本高校選抜